# Waterhouse–Friderichsens syndrom
Waterhouse–Friderichsen syndrom innebär blodförgiftning oftast orsakad av meningokocker, vilket leder till stora blödningar och nekros i binjurarna. Sjukdomen är namngiven efter den engelske läkaren Rupert Waterhouse (1873–1958) och den danske läkaren Carl Friderichsen (1886–1982).